# Marian Irwin Osterhout
Marian Irwin Osterhout (16 juin 1888 - 10 mai 1973), est une physiologiste américano-japonaise. Elle est la première femme à recevoir une bourse de l'Académie nationale des sciences des États-Unis.

## Biographie

### Jeunesse et éducation
Marian Irwin naît le 16 juin 1888, à Tokyo, la fille d'Iki Takechi (1857-1940), une aristocrate japonaise, fille d'un samouraï, et de Robert Walker Irwin (1844-1925), diplomate américain. Elle commence sa scolarité au Japon, à l'école des nobles japonais, et les poursuit aux États-Unis, au collège Bryn Mawr de Pennsylvanie, où elle obtient son diplôme en 1913. Elle obtient son doctorat au Radcliffe College en 1919 avec une thèse dirigée par George Howard Parker : Effect of Electrolytes and Non-electrolytes on Organisms in Relation to Sensory Stimulation and Respiration. Elle reçoit le prix Caroline-Wilby pour son travail.

### Carrière
En 1921, Marian Irwin participe à la Conférence nationale pour la limitation des armements, en tant qu'assistante du professeur Hideko Inoue, présidente de la Woman's Peace Organization au Japon. Elle est la première femme à recevoir une bourse de l'Académie nationale des sciences, à l'Université Harvard, de 1923 à 1925,.
En 1925, elle est recrutée comme chercheuse à l'Université Rockefeller. Elle y rencontre Winthrop John Van Leuven Osterhout (1871-1964) qu'elle épouse en 1933. Ils partent travailler dans la succursale de l'Université ouverte aux Bermudes en 1926. 
À partir de 1933, et comme beaucoup de femmes mariées scientifiques à l'époque, elle continue de travailler à l'université mais sans percevoir de salaire, les règlements anti-népotisme interdisant que des conjoints aient tous les deux des postes rémunérés. Elle se spécialise dans l'étude de la perméabilité des cellules, et notamment la pénétration et l'accumulation des colorants,.  
Membre de l'Institut océanographique de Woods Hole, elle publie une cinquantaine d'articles scientifiques. Par la suite, elle assiste son époux dans ses recherches et ils voyagent ensemble,.  
Marian Irwin meurt le 10 mai 1973 à Manhattan. Elle est inhumée au cimetière St. James the Less de Philadelphie.

## Publications
Marian Irwin est l'autrice d'une cinquantaine de publications, dont : 
- (en) Marian Irwin et Margaret Weinstein, « Comparative Studies on Respiration Xxi. Acid Formation And Decreased Production of CO₂ Due To Ethyl Alcohol », American Journal of Botany, vol. 9, no 6,‎ 1922, p. 277–282 (ISSN 1537-2197, DOI 10.1002/j.1537-2197.1922.tb05674.x, lire en ligne)
- (en) Marian Irwin, « Counteraction of the inhibiting effects of various substances on Nitella », Journal of General Physiology, vol. 11, no 2,‎ 20 novembre 1927, p. 123–139 (ISSN 0022-1295, PMID 19872385, PMCID PMC2140965, DOI 10.1085/jgp.11.2.123, lire en ligne)
- (en) Marian Irwin, « Can a Dye Base Penetrate into Living Cells from a Relatively Strongly Basic Dye Solution? », Proceedings of the Society for Experimental Biology and Medicine, vol. 30, no 9,‎ 1er juin 1933, p. 1317-1318 (DOI https://doi.org/10.3181/00379727-30-6911, lire en ligne)
- (en) Marian Irwin, « Successive stimulation by alcohols », American Journal of Physiology-Legacy Content, vol. 60, no 2,‎ 1er avril 1922, p. 274–276 (ISSN 0002-9513, DOI 10.1152/ajplegacy.1922.60.2.274, lire en ligne)